# Scott Tingle
Scott David Tingle (Attleboro, 19 luglio 1965) è un astronauta statunitense.
Nel 2017 partecipò ad una missione di lunga durata (Expedition 54/55) a bordo della Stazione spaziale internazionale (ISS)

## Biografia

### Istruzione
Si diplomò alla scuola superiore Blue Hills, a Canton, nel Massachusetts, nel 1983. Nel 1987 si laureò in ingegneria meccanica presso l’Università Sud-orientale del Massachusetts e l’anno dopo conseguì un master in ingegneria meccanica con specialità in meccanica dei fluidi e propulsione all'Università Purdue. Nel 2000 frequentò la Naval Aviation Safety Officer School e nel 2015 il programma Darden School of Business Executive Leadership dell'Università della Virginia.

### Carriera militare
Dopo il master, Tingle trascorse tre anni con la Aerospace Corporation, El Segundo, come membro dello staff tecnico nel dipartimento di propulsione. Nel 1991 venne nominato ufficiale navale e ottenne le ali d'oro come aviatore navale nel 1993. Venne dispiegato nel Pacifico Occidentale e nel Golfo Persico con Carrier Air Wing Nine (CVW-9) sulla USS Nimitz. Nel 1998 completò la U.S. Navy Test Pilot School diventando pilota collaudatore e fece parte del programma di collaudo FA-18E/F Super Hornet a China Lake, California. Tingle completò quindi un tour volando FA-18A/C Hornets con CVW-11 a bordo della USS Carl Vinson; CVW-11 e la USS Carl Vinson furono i primi soccorritori per gli attacchi dell'11 settembre 2001 e dell'Operazione Enduring Freedom in Afghanistan. Dopo un tour come assistente ufficiale delle operazioni con lo Strike Fighter Wing Pacific, completò un tour come ufficiale della sicurezza, ufficiale di manutenzione e ufficiale operativo, continuando a pilotare gli FA-18A Hornet. Concluse un altro dispiegamento con CVW-11 nel Golfo Persico e venne schierato con il Marine Air Group Twelve (MAG-12) a Iwakuni, Giappone. 

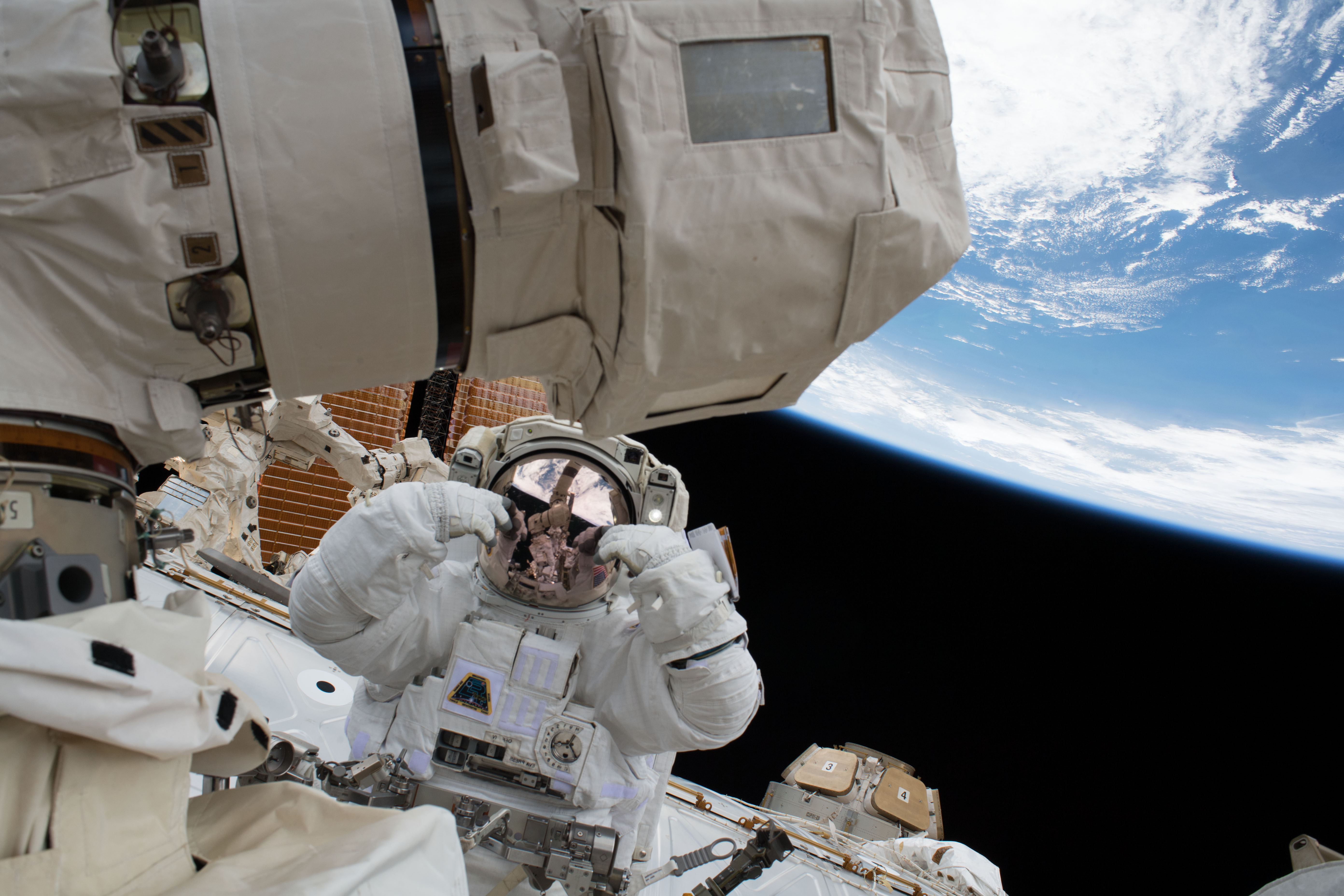
Tingle durante la sua attività extraveicolare

Nel 2005 venne nuovamente assegnato alla Base di Patuxent River come Responsabile reparto idoneità navale e pilota collaudatore. Qui testò gli aerei FA-18C Hornet, FA-18E/F Super Hornet e EA-18G Growler e sistemi di atterraggio di precisione delle portaerei. Quando venne selezionato come candidato astronauta faceva parte del PMA-201 del Naval Air Systems Command come assistente manager del programma/ingegnere dei sistemi per il Standoff Land Attack Missile (SLAM) e dei sistemi di armamenti Harpoon. Accumulò più di 4500 ore di volo in 51 tipi di aerei, svolse 750 arresti portaerei e 54 missioni di combattimento. Al 2020 è ancora in servizio alla Marina con il grado di Capitano.

### Carriera come astronauta
A luglio del 2009 venne selezionato dalla NASA come candidato astronauta del Gruppo 20. L'addestramento di base della durata di due anni comprendeva lezioni sui sistemi della ISS, della navicella Sojuz, addestramenti alle attività extraveicolari (EVA) e del braccio robotico Canadarm2, sessioni di volo sull'aereo biposto T-38,  addestramenti di sopravvivenza nell'acqua e nella giungla e imparare la lingua russa. 

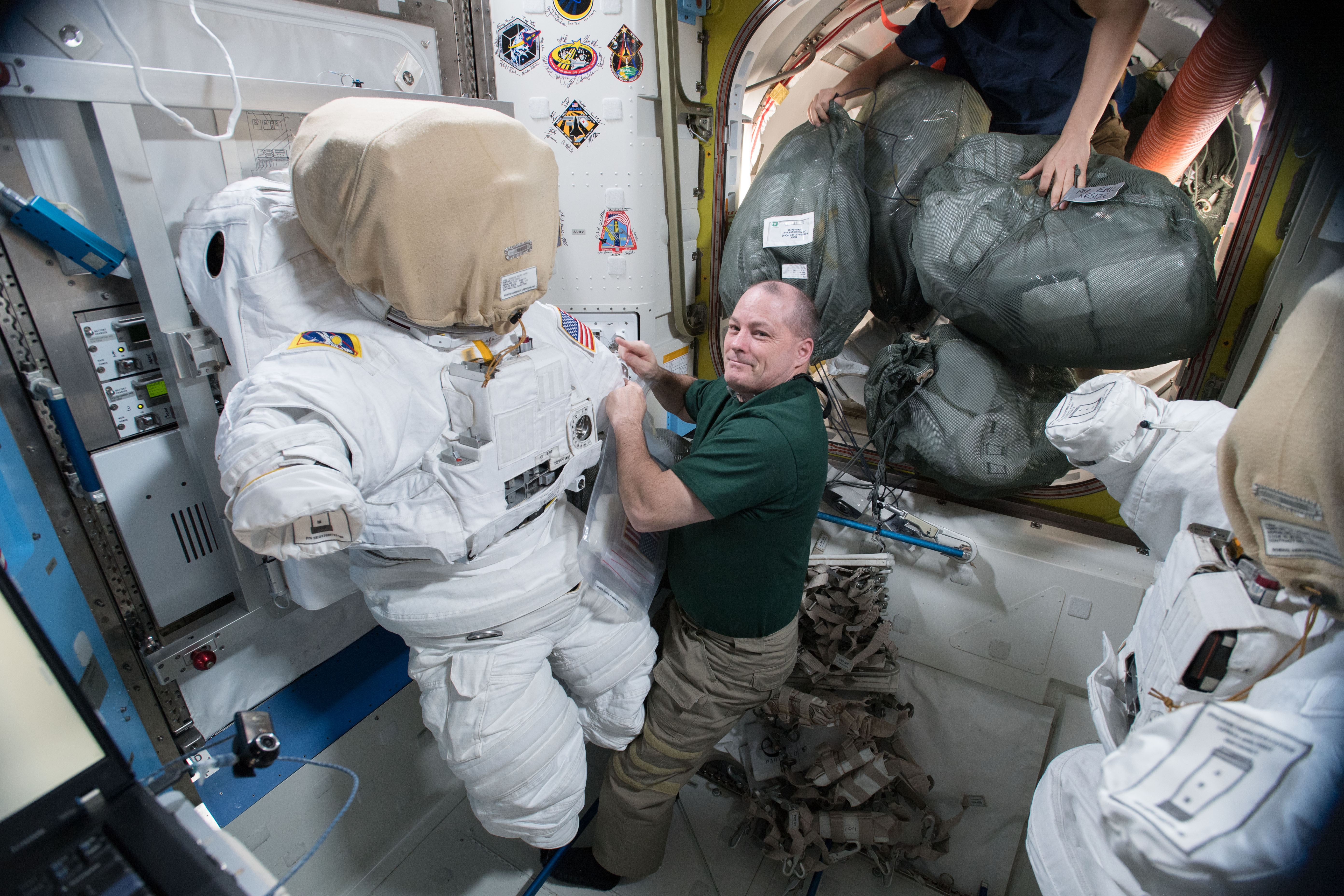
Tingle lavora alla sua tuta spaziale EMU

Nel novembre 2011 ricevette la qualifica di Astronauta ricevendo la spilla d'argento. In attesa di una assegnazione ad un volo spaziale continuò l'addestramente avanzato e venne assegnato ad un dipartimento dell'Ufficio astronauti del Johnson Space Center. A settembre 2014 Tingle prese parte alla missione analoga ESA CAVES 2014 trascorrendo nel sottosuolo della Sardegna, nella grotta Sa Grutta, sei giorni insieme agli astronauti ESA Luca Parmitano e Matthias Maurer (all'epoca CAPCOM dell’ESA), ai cosmonauti Aleksandr Misurkin e Sergej Kud'-Sverčkov.

#### Expedition 54/55
Il 17 dicembre 2017 partì per la sua prima missione spaziale dal Cosmodromo di Bayqoñyr a bordo della Sojuz MS-07 con il comandante russo Anton Škaplerov e l’astronauta giapponese Norishige Kanai per prendere parte all'Expedition 54/55 della ISS. Durante la missione partecipò ad un'attività extraveicolare con Mark Vande Hei di 7 ore e 24 minuti durante la quale sostituì un Latching end effectors (LEE) del Canadarm2 e catturò le navicelle cargo americane cariche di rifornimenti SpaceX CRS-14 e Cygnus CRS OA-9E. Il 3 giugno 2018, dopo 163 giorni, si sganciò dalla ISS con la Sojuz MS-07 per fare ritorno sulla Terra.

## Vita privata
È sposato con Raynette Mahelona e hanno tre figli.

## Galleria d'immagini

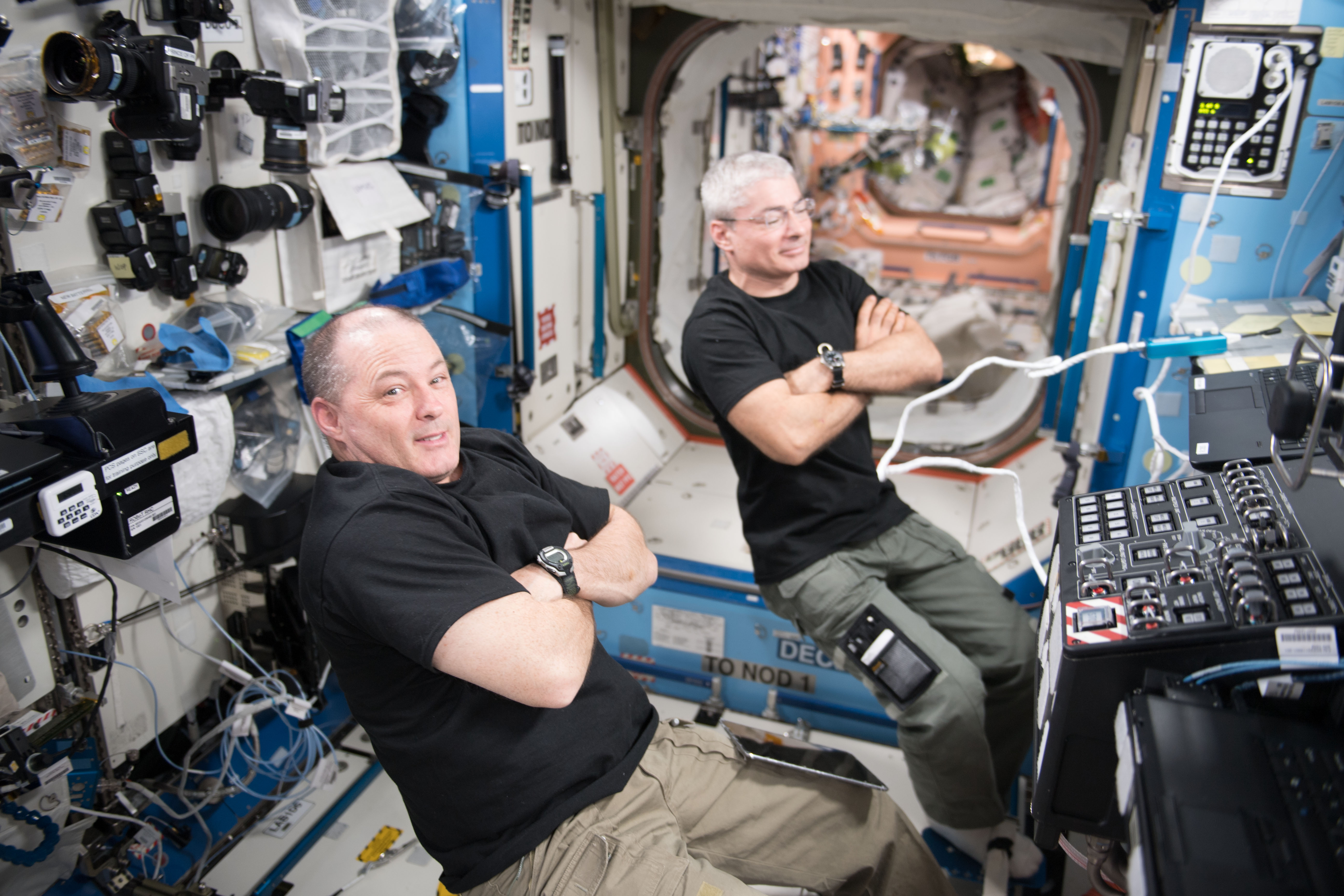
Tingle e Mark Vande Hei nel laboratorio Destiny
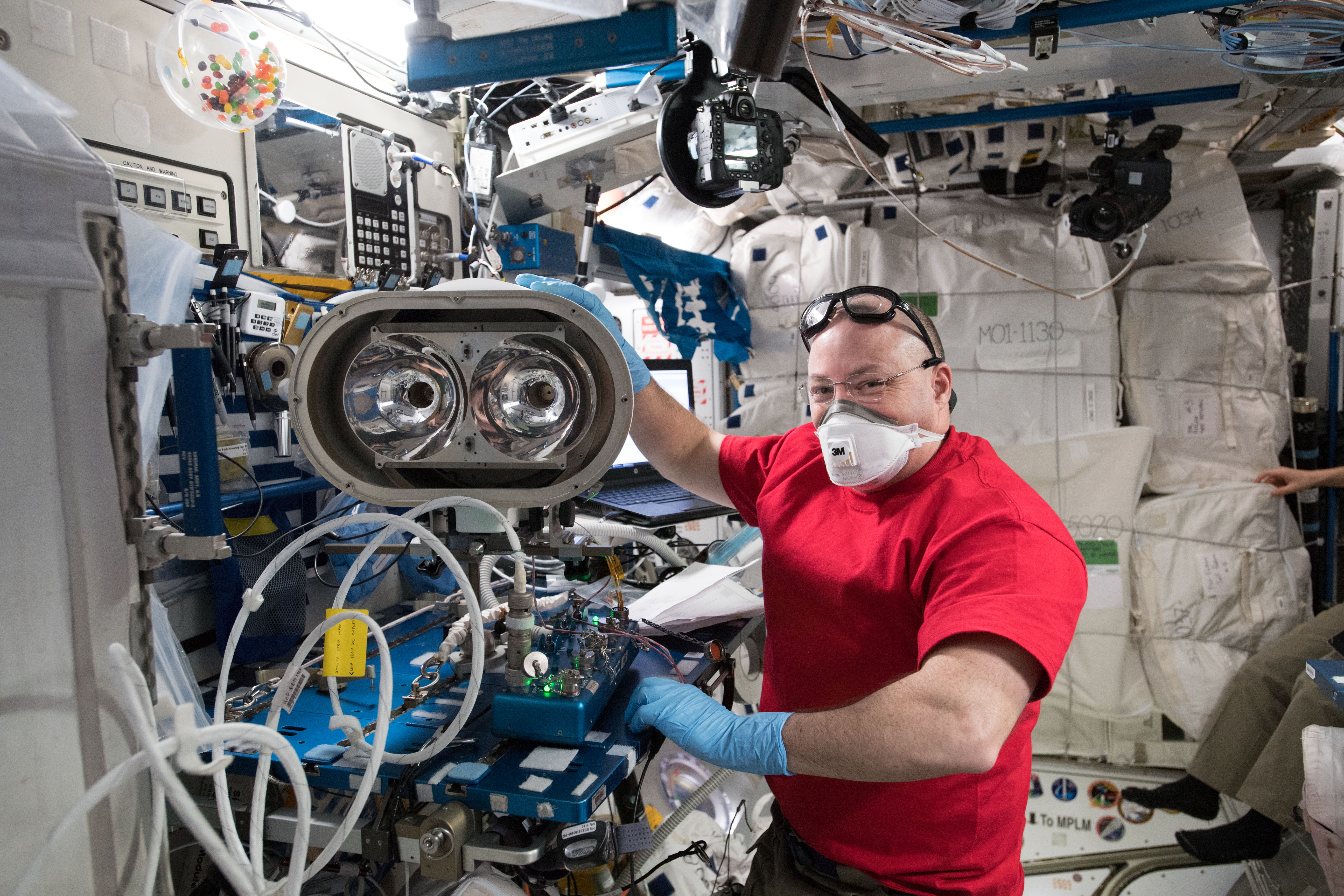
Riparando un faro usato all'esterno della ISS
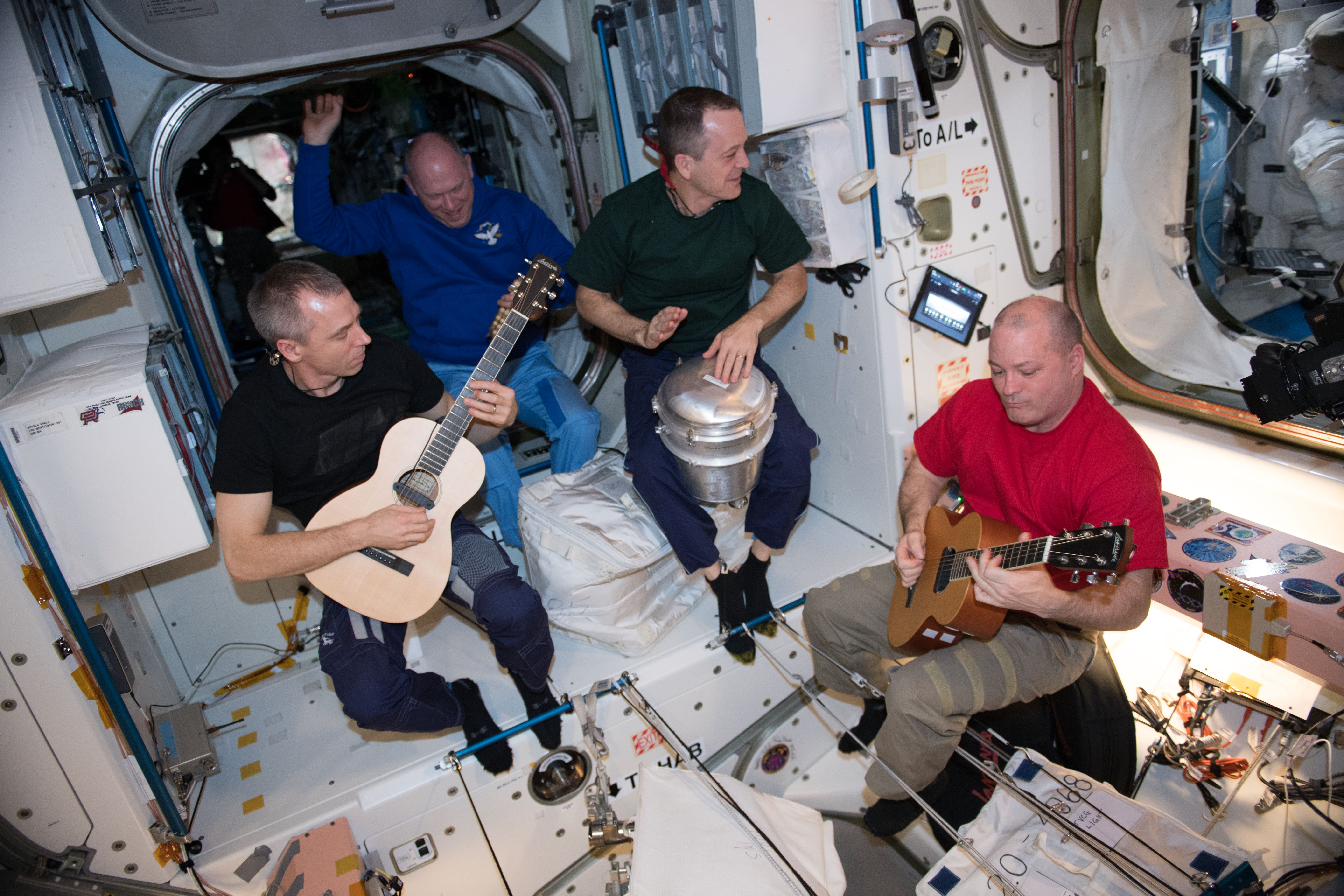
Tingle (maglietta rossa) e l'Exp 55 passano del tempo insieme
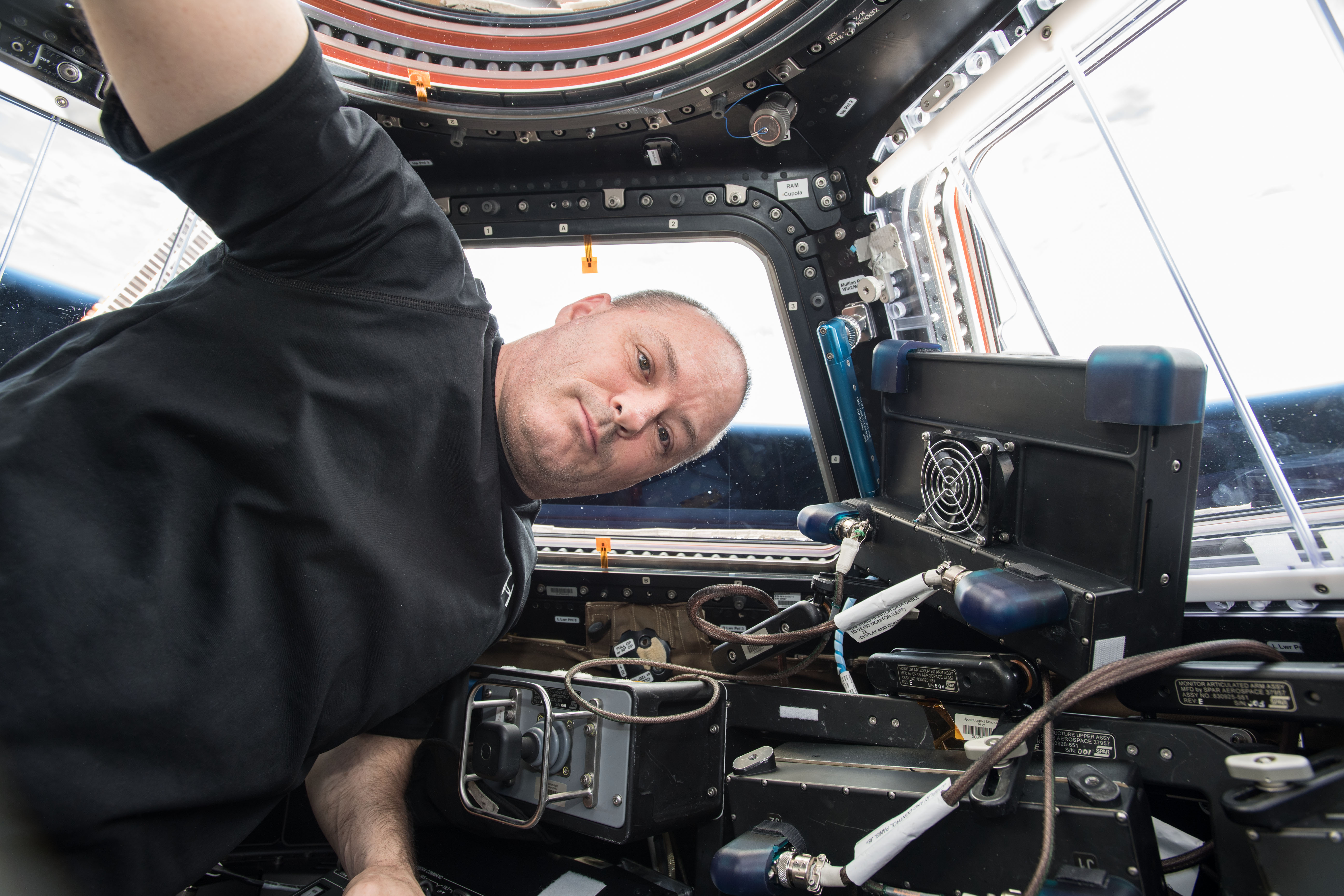
Tingle dentro la Cupola
Lavorando nel modulo Destiny
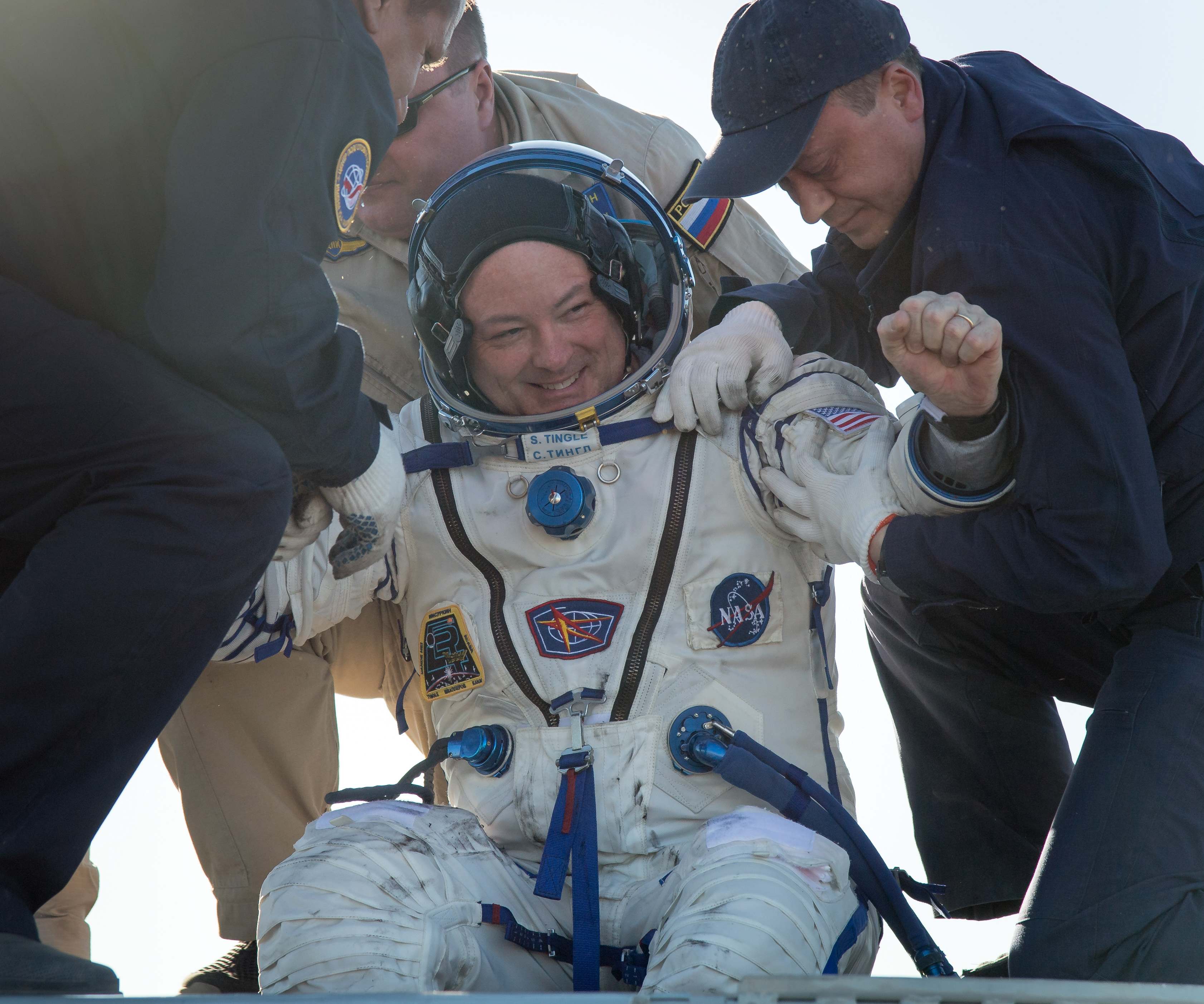
Tingle poco dopo l'atterraggio